# モクタチバナ
モクタチバナ Ardisia sieboldii Miq. はヤブコウジ科の樹木。琉球列島では森林の構成種として普通で、また庭木などにも使われる。

## 特徴
常緑性の低木だが時にかなり背が高くなる。高さは普通は2mから数m程度だが、時に10mに達する例もある。また幹の径も60cmになることがある。枝は灰褐色から灰赤色で、若い間は淡褐色の鱗片毛がある。葉は互生で、狭倒卵形から倒卵形、あるいは狭倒卵状長楕円形など。葉の先端は丸く、縁は滑らかで基部は次第に狭くなるか、あるいは急に狭くなり、長さ5-8mmほどの葉柄に続く。葉身の大きさは長さ7-12cm、幅は2.5-4cm、葉質は厚くて表面には光沢がない。表面は緑色、裏面は淡い緑で中肋は突出し、側脈は大きな角度で出て細く多数ある。また若い間は淡褐色の鱗片毛がある。なお葉は乾くと灰色を帯びた褐色になる。
花期は5-7月。花序は枝の上の方の葉腋から出て散状または集散状になる。花序の枝は太く、長さは2.5-5cm、小花柄は長さ7-10mmで褐色の鱗片毛がある。萼は先端が5つに裂け、萼裂片は筒状部の約2倍の長さがあり、広卵形で先端は鈍く尖り、長さ1-1.5mmで背面には腺点と鱗片毛が、縁には細い毛がある。花冠は淡紅色で径7mmほど。雄しべは花冠より短くて、雌しべは花冠より長い。果実は球形で黒紫色に熟し、大きさは7-8mmになる。

## 分布
日本では四国南部と九州、琉球列島と、それに小笠原に分布する。国外では中国南東部と台湾に分布する。ちなみに瀬戸内海における分布北限は四国の佐田岬半島であるが、これを山口県光市で実験的に野外栽培したところ、樹木の下に植えなかったものは冬季にすべて枯死し、樹下のものも痛みが激しかったと云い、耐寒性が制限要因になっているようである。

## 生育環境と植生
常緑樹林に生える。
一般的な傾向としてはモクタチバナは湿潤で土壌が深いところを好むとされ、小笠原諸島では入植時にこの種の繁茂する地域が肥沃な土地として開墾されたという。
屋久島の低地林ではごく広く見られるもので、筒井(2007)の調査全プロットに出現したのは本種とフカノキであったという。
小笠原諸島では上記のように肥沃な地に広く本種の優先する森林があり、それらは開拓の対称となったが、本種の生態的に幅の広さのおかげで乾性の低木林で本種が優先する林分は今でも多く存在する。聟島列島では低木林に本種の優占する林分が多く、地域によってはほぼ純林状態で見られる。

## 分類
ヤブコウジ属は日本に8種ほどが知られるが、日本本土にあるものは本種以外はヤブコウジのようなごく背の低いもの、マンリョウのようなせいぜい1mの低木であり、本種のようなはっきりした樹木になるものは他にはない。琉球列島にはよく似たシシアクチ A. quinquegona がある。この種は本種とよく似ているがより葉が幅狭く先端がやや尖り、葉裏の主脈が細い。また花序の柄が本種と違って細くてやや垂れ下がるように出る。これを含めても本種は日本に産する本属では最も大きくなる樹木であり、森林の林冠構成種にもなるものである。
種内の変異としては果実の色が異なるものを品種として分ける。赤く熟するものをアカミノモクタチバナ f. rubricarpa と呼び、黒く熟するものをクロミノモクタチバナf. nigrocarpa と言う。

## 利用
沖縄では防風林や防潮林として宅地に栽培されることがある。生木を焼いた灰が藍染めの添加剤として重宝される。種子を水鉄砲の弾にしたとも。
果実は子供がおやつに食べたことがあり、また南西諸島では飢饉に際してこの果実を集め、餅のように突き砕き、食料として利用したことがある。葉は家畜の冬の食物に利用された。また材を炭にすると火持ちがよいとされた。これらの利用は現在ではほぼ行われていない。

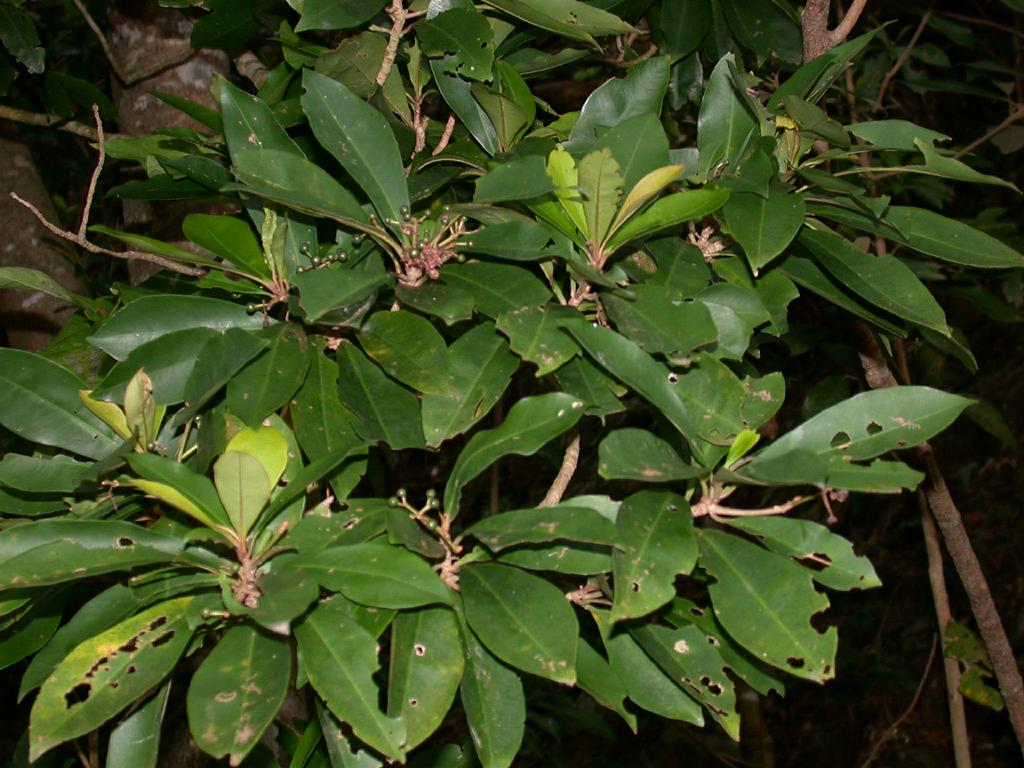
枝振りと若い果実